# Tecnologia pré-histórica
A tecnologia pré-histórica é a tecnologia que antecede a história registrada. Qualquer coisa antes dos primeiros relatos escritos de história é pré-histórico, incluindo tecnologias. Cerca de 2,5 milhões anos antes da escrita ser desenvolvida, a tecnologia começou com os primeiros hominídeos que usaram ferramentas de pedra, que eles podem ter usado para criar fogo, caçar, e enterrar seus mortos. Pesquisadores reconstritaram projéteis pré-históricos e pontas de sítios antigos e estudaram as qualidades que fariam para uma arma de caça letal

## Idade da Pedra
A Idade da Pedra é um amplo período pré-histórico durante o qual a pedra foi amplamente utilizada na fabricação de instrumentos com uma borda afiada, uma ponta, ou uma superfície de percussão.

## Paleolítico Inferior
O período Paleolítico Inferior foi a primeira subdivisão da Idade da Pedra Lascada. Ela abrange o tempo de cerca de 2,5 milhões de anos atrás, quando a primeira evidência de artesanato e uso de ferramentas de pedra por hominídeos aparece no registro arqueológico atual, até que cerca de 300.000 anos atrás. Nesse período o Homo habilis aprendeu a usar o fogo como método de apoio na caça.

## Paleolítico Médio
O período Paleolítico Médio ocorreu na Europa e no Oriente Médio, durante a qual os neandertais viviam. Os primeiros indícios (Homem de Mungo) de colonização na Austrália datadas de cerca de 40.000 anos atrás, quando os humanos modernos provavelmente cruzaram da Ásia "pulando" de ilha para ilha.

## Paleolítico Superior
Durante a revolução do Paleolítico Superior, os avanços na inteligência humana e tecnologia mudou radicalmente com o advento da modernidade comportamental entre 60.000 e 30.000 anos atrás. O período também é caracterizado pela arte rupestre, o desenvolvimento da agricultura e a domesticação dos animais. Cultivando a terra e criando animais, o homem conseguiu diminuir sua dependência com relação à natureza. Com esses avanços tecnológicos, foi possível a sedentarização, pois a habitação fixa tornou-se uma necessidade.

## Mesolítico
O período Mesolítico foi uma época de transição entre os caçadores-colectores do Paleolítico, com início no período Holoceno quente há cerca de 11,6 mil anos e terminando com a introdução da agricultura neolítica, cuja data varia em cada região geográfica. Ferramentas de pedra pequenas chamadas micrólitos, incluindo pequenos bisturis e microburiles, emergiram durante este período

## Revolução Agrícola
A Revolução Agrícola ou neolítica que caracteriza o movimento na Pré-História, que marcou a transição do nomadismo para a sedentarização do Homo sapiens. No Período Neolítico, as sociedades humanas desenvolveram técnicas de cultivo agrícola e passaram a ter condições de armazenar alimentos. Essa fase deu a passagem do ser humano "de parasita a sócio ativo da natureza"e levou o homo sapiens a se fixar definitivamente em um local e o adaptar às suas necessidades, tendo por base uma economia produtora. O processo de transformação da relação do Homem com os animais e plantas proporcionou um maior controle  tecnológico das fontes de alimentação.
A arquitetura neolítica incluía casas e aldeias construídas de tijolos de barro e pau a pique e a construção de armazéns, túmulos e monumentos. A manutenção de registros numéricos evoluiu para um sistema de contagem usando pequenos símbolos de barro que começaram na Suméria cerca de 8000 a.C..

## Idade do Bronze
A Revolução Neolítica foi o último estágio de desenvolvimento tecnológico da Idade da Pedra abrindo a porta para a Idade do Bronze. A Idade do Bronze foi um período da civilização no qual ocorreu o desenvolvimento desta liga metálica, resultante da mistura de cobre com estanho. Iniciou-se no Oriente Médio em torno de 3300 a.C. substituindo o Calcolítico, embora noutras regiões esta última idade seja desconhecida e a do bronze tenha substituído diretamente o período neolítico (popularmente conhecida como Idade da Pedra). Na África subsaariana, o neolítico é seguido da idade do ferro.

## Idade do Ferro
A Idade do Ferro vem caracterizada pela utilização do ferro como metal, que a partir de 1 200 a.C. começaram a chegar a Europa Ocidental, e o seu período alcança até a época romana e na Escandinávia até a época dos viquingues (por volta do ano 1000). A Idade do Ferro é o último dos três principais períodos no Sistema de Três Idades.
O primeiro exponente tecnológico conhecido do uso do ferro pela fundição e forja se dá na cultura de Noque, na atual Nigéria, por volta do século XI a.C. Porém se acredita que o ferro meteorítico, uma liga de ferro-níquel, fosse já usado por diversos povos antigos milhares de anos antes da Idade do Ferro, 

## Galeria

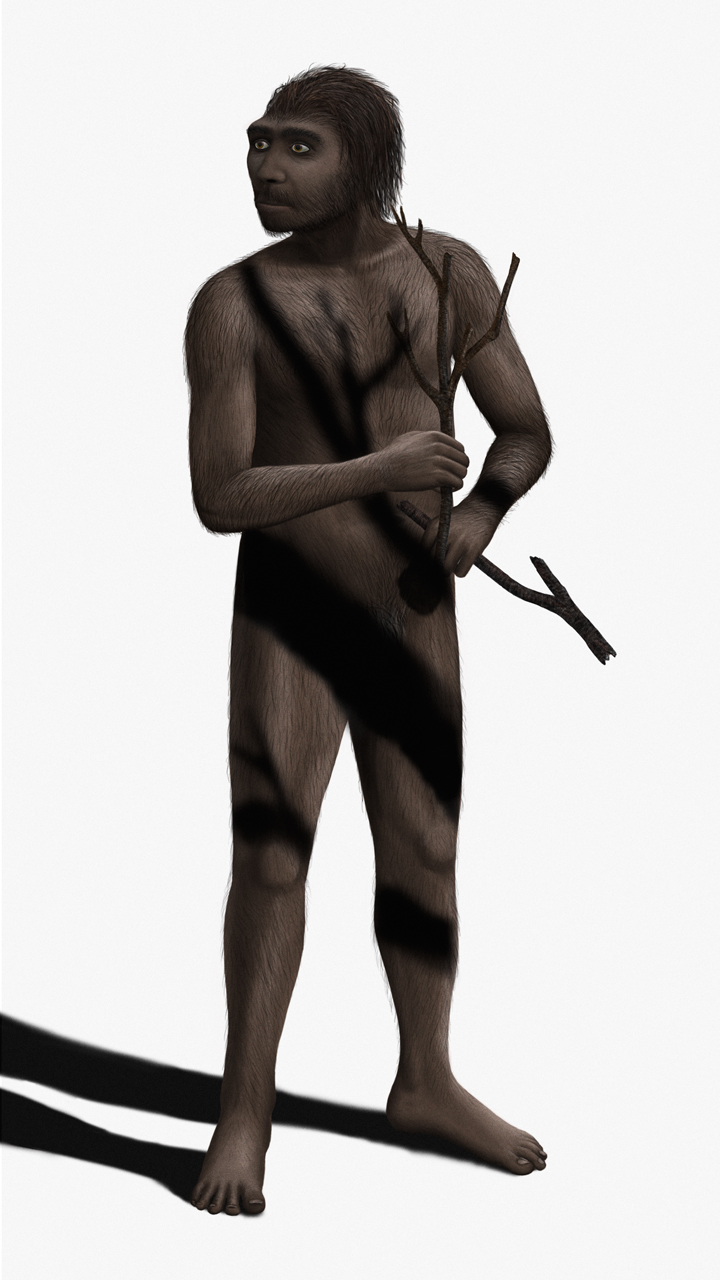
Reconstrução de como o Homo erectus pode ter parecido
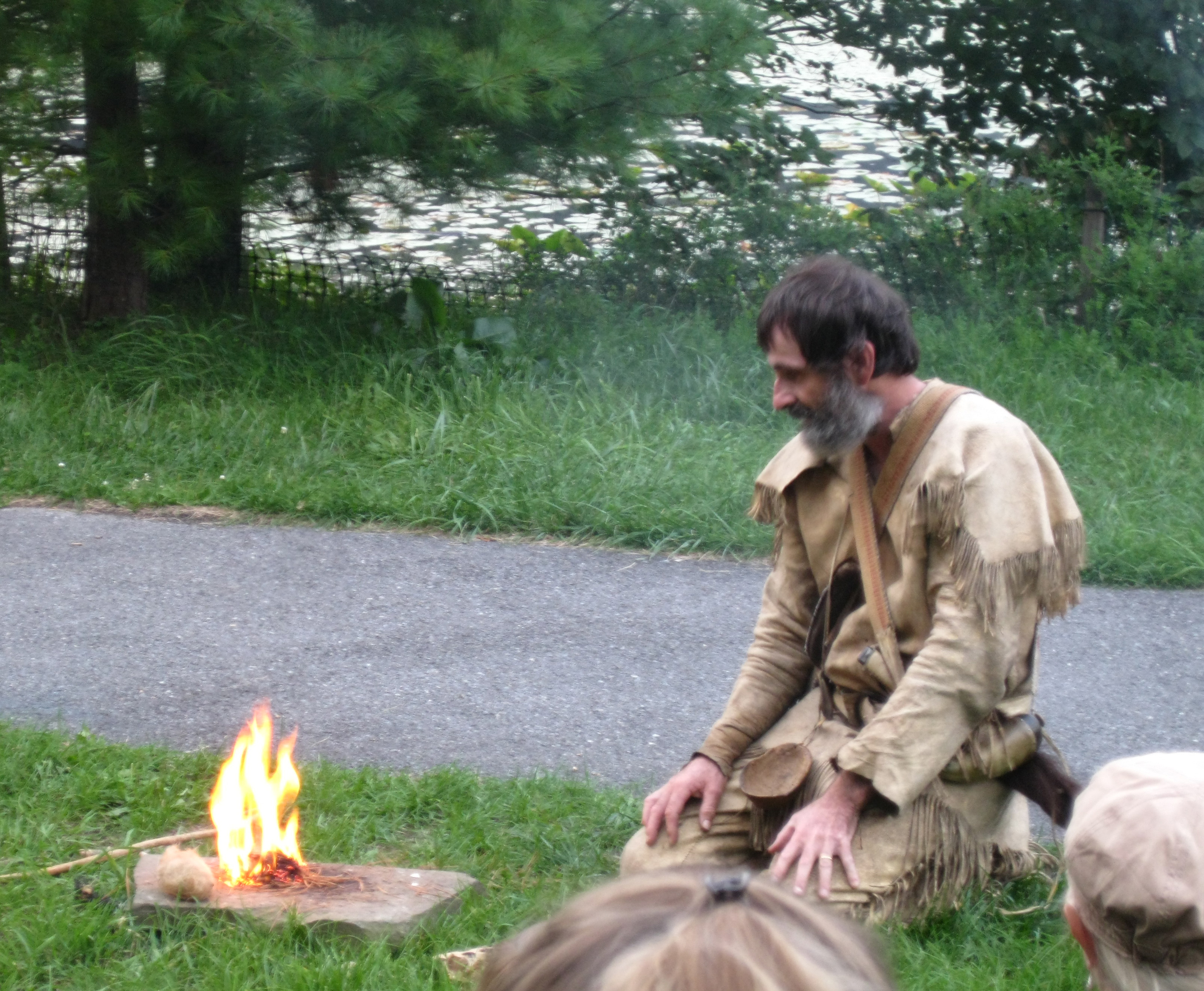
O fogo começou a usar uma broca de arco
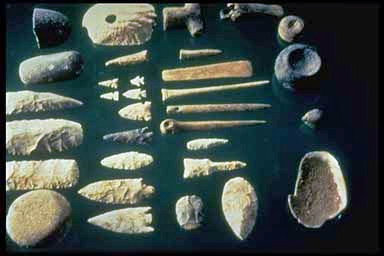
Seleção de ferramentas pré-históricas
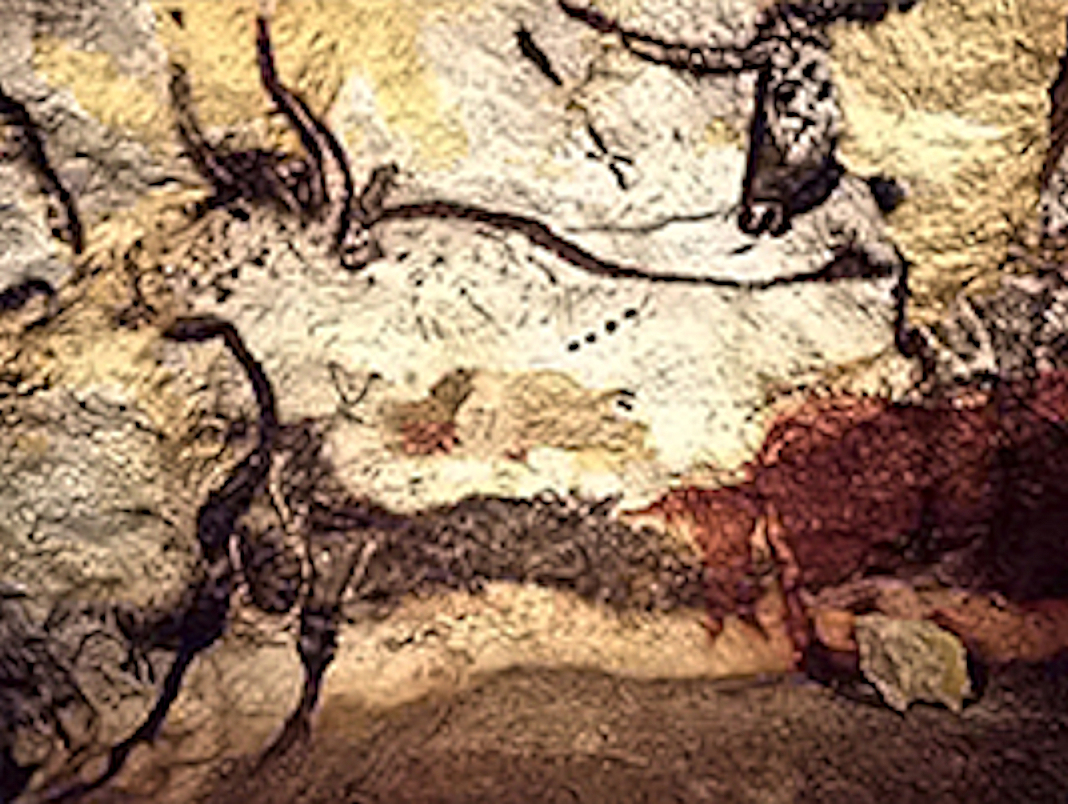
Auroques em uma pintura rupestre em Lascaux, França